# کریستینا سیوفرت
کریستینا سیوفرت (انگلیسی: Christina Seufert؛ زادهٔ ۱۳ ژانویهٔ ۱۹۵۷) ورزشکار شیرجه اهل ایالات متحده آمریکا است.
وی در مسابقات کشوری و بین‌المللی در مجموع برندهٔ ۱ مدال نقره، ۱ مدال برنز شده‌است.